# 东和乡 (长治市)
东和乡，是中华人民共和国山西省长治市上党区下辖的一个乡镇级行政单位。

## 行政区划
东和乡下辖以下地区：
东和村、中和村、南和村、辛呈村、曹家沟村、屈家山村、辉河村、团山村、仝家岭村、皇后村和南圪倒村。